# Диас, Леандро Николас
Леандро Николас Диас (исп. Leandro Nicolás Díaz; 6 июня 1992, Сан-Мигель-де-Тукуман) — аргентинский футболист, играющий на позиции нападающего. Ныне выступает за клуб «Ланус».

## Биография
Леандро Николас Диас начинал свою карьеру футболиста в аргентинском клубе «Ланус». 4 февраля 2010 года он дебютировал в аргентинской Примере, выйдя на замену в гостевом матче с «Бокой Хуниорс». Через два дня Диас забил свой первый гол на высшем уровне, отметившись в домашней игре с командой «Архентинос Хуниорс».
В первой половине 2012 года Диас на правах аренды выступал за аргентинский «Тигре». В конце 2013 года он играл за «Уракан» в аргентинской Примере B Насьональ. В январе 2014 года Диас провёл четыре матча в чилийской Примере за «Эвертон». Впоследствии он выступал за команды Примеры B Насьональ «Атлетико Тукуман» и «Феррокарриль Оэсте». В первой половине сезона 2016/17 Диас представлял «Атлетико Сармьенто», во второй — «Атлетико Рафаэла».
В 2017 году Диас играл за «Веракрус». Затем 2,5 сезона отыграл за «Атлетико Тукуман», после чего перешёл в «Эстудиантес».

## Достижения
«Атлетико Тукуман»
- Победитель Примеры B Насьональ (1): 2015